# Élections municipales liechtensteinoises de 2003
Les élections municipales liechtensteinoises de 2003 ont eu lieu le 2 février 2003.

## Résultats

### Maires
| Commune      | Maire sortant | Parti    | Parti    | Maire élu        | Parti    | Parti    |
| Oberland     | Oberland      | Oberland | Oberland | Oberland         | Oberland | Oberland |
| ------------ | ------------- | -------- | -------- | ---------------- | -------- | -------- |
| Vaduz        | Maire inconnu |          | VU       | Karlheinz Ospelt |          | VU       |
| Balzers      | Maire inconnu |          | VU       | Anton Eberle     |          | FBP      |
| Planken      | Maire inconnu |          | FBP      | Gaston Jehle     |          | FBP      |
| Schaan       | Maire inconnu |          | FBP      | Daniel Hilti     |          | VU       |
| Triesen      | Maire inconnu |          | FBP      | Xaver Hoch       |          | FBP      |
| Triesenberg  | Maire inconnu |          | VU       | Hubert Sele      |          | VU       |
| Unterland    |               |          |          |                  |          |          |
| Eschen       | Maire inconnu |          | FBP      | Gregor Ott       |          | FBP      |
| Gamprin      | Maire inconnu |          | VU       | Donath Oehri     |          | VU       |
| Mauren       | Maire inconnu |          | FBP      | Freddy Kaiser    |          | FBP      |
| Ruggell      | Maire inconnu |          | VU       | Jakob Büchel     |          | VU       |
| Schellenberg | Maire inconnu |          | VU       | Norman Wohlwend  |          | FBP      |

## Résultats détaillés

### Oberland

#### Vaduz
Karlheinz Ospelt (Union patriotique) est élu maire 
Participation : 79,1 %
| Parti                             | Parti                           | Voix  | %      | +/- | Sièges | +/- |
| --------------------------------- | ------------------------------- | ----- | ------ | --- | ------ | --- |
|                                   | Parti progressiste des citoyens | 9 959 | 46,3 % | 2,5 | 6      | 0   |
|                                   | Union patriotique               | 9 719 | 45,2 % | 2,1 | 6      | 0   |
|                                   | Liste libre                     | 1 826 | 8,5 %  | 0,4 | 1      | 0   |
| Source : Ministère de l'Intérieur |                                 |       |        |     |        |     |

#### Balzers
Anton Eberle (Parti progressiste des citoyens) est élu maire 
Participation : 82,4 %
| Parti                             | Parti                           | Voix   | %      | +/- | Sièges | +/- |
| --------------------------------- | ------------------------------- | ------ | ------ | --- | ------ | --- |
|                                   | Union patriotique               | 11 089 | 49,3 % | 6,5 | 7      | 0   |
|                                   | Parti progressiste des citoyens | 9 213  | 40,9 % | 3,3 | 5      | 1   |
|                                   | Liste libre                     | 2 198  | 9,8 %  |     | 1      |     |
| Source : Ministère de l'Intérieur |                                 |        |        |     |        |     |

#### Planken
Gaston Jehle (Parti progressiste des citoyens) est élu maire 
Participation : 88,0 %
| Parti                             | Parti                           | Voix | %      | +/- | Sièges | +/- |
| --------------------------------- | ------------------------------- | ---- | ------ | --- | ------ | --- |
|                                   | Parti progressiste des citoyens | 552  | 52,0 % | 0,7 | 4      | 0   |
|                                   | Liste libre                     | 270  | 25,4 % | 4,3 | 2      | 1   |
|                                   | Union patriotique               | 240  | 22,6 % | 5,0 | 1      | 1   |
| Source : Ministère de l'Intérieur |                                 |      |        |     |        |     |

#### Schaan
Daniel Hilti (Union patriotique) est élu maire 
Participation : 79,4 %
| Parti                             | Parti                           | Voix   | %      | +/- | Sièges | +/- |
| --------------------------------- | ------------------------------- | ------ | ------ | --- | ------ | --- |
|                                   | Parti progressiste des citoyens | 11 274 | 45,3 % | 3,2 | 6      | 1   |
|                                   | Union patriotique               | 11 095 | 44,5 % | 3,7 | 6      | 1   |
|                                   | Liste libre                     | 2 543  | 10,2 % | 0,5 | 1      | 0   |
| Source : Ministère de l'Intérieur |                                 |        |        |     |        |     |

#### Triesen
Xaver Hoch (Parti progressiste des citoyens) est élu maire 
Participation : 74,0 %
| Parti                             | Parti                           | Voix  | %      | +/- | Sièges | +/- |
| --------------------------------- | ------------------------------- | ----- | ------ | --- | ------ | --- |
|                                   | Parti progressiste des citoyens | 7 089 | 46,6 % | 5,3 | 5      | 0   |
|                                   | Union patriotique               | 6 828 | 44,7 % | 4,6 | 5      | 0   |
|                                   | Liste libre                     | 1 373 | 9,0 %  | 0,6 | 1      | 0   |
| Source : Ministère de l'Intérieur |                                 |       |        |     |        |     |

#### Triesenberg
Hubert Sele (Union patriotique) est élu maire 
Participation : 78,2 %
| Parti                             | Parti                           | Voix  | %      | +/- | Sièges | +/- |
| --------------------------------- | ------------------------------- | ----- | ------ | --- | ------ | --- |
|                                   | Union patriotique               | 6 200 | 53,0 % | 3,7 | 6      | 0   |
|                                   | Parti progressiste des citoyens | 4 278 | 36,6 % | 2,4 | 4      | 0   |
|                                   | Indépendants                    | 1 212 | 10,4 % | 3,7 | 1      | 0   |
| Source : Ministère de l'Intérieur |                                 |       |        |     |        |     |

### Unterland

#### Eschen
Gregor Ott (Parti progressiste des citoyens) est élu maire 
Participation : 78,6 %
| Parti                             | Parti                           | Voix  | %      | +/- | Sièges | +/- |
| --------------------------------- | ------------------------------- | ----- | ------ | --- | ------ | --- |
|                                   | Parti progressiste des citoyens | 7 401 | 52,1 % | 2,5 | 6      | 1   |
|                                   | Union patriotique               | 6 809 | 47,9 % | 2,5 | 5      | 1   |
| Source : Ministère de l'Intérieur |                                 |       |        |     |        |     |

#### Gamprin
Donath Oehri (Union patriotique) est élu maire 
Participation : 83,7 %
| Parti                             | Parti                           | Voix  | %      | +/- | Sièges | +/- |
| --------------------------------- | ------------------------------- | ----- | ------ | --- | ------ | --- |
|                                   | Parti progressiste des citoyens | 2 256 | 53,7 % | 3,0 | 5      | 0   |
|                                   | Union patriotique               | 1 944 | 46,3 % | 3,0 | 4      | 0   |
| Source : Ministère de l'Intérieur |                                 |       |        |     |        |     |

#### Mauren
Freddy Kaiser (Parti progressiste des citoyens) est élu maire 
Participation : 81,0 %
| Parti                             | Parti                           | Voix  | %      | +/- | Sièges | +/- |
| --------------------------------- | ------------------------------- | ----- | ------ | --- | ------ | --- |
|                                   | Parti progressiste des citoyens | 7 226 | 57,2 % | 3,7 | 7      | 0   |
|                                   | Union patriotique               | 4 034 | 31,9 % | 1,2 | 3      | 0   |
|                                   | Liste libre                     | 1 380 | 10,9 % | 2,5 | 1      | 0   |
| Source : Ministère de l'Intérieur |                                 |       |        |     |        |     |

#### Ruggell
Jakob Büchel (Union patriotique) est élu maire 
Participation : 82,6 %
| Parti                             | Parti                           | Voix  | %      | +/- | Sièges | +/- |
| --------------------------------- | ------------------------------- | ----- | ------ | --- | ------ | --- |
|                                   | Parti progressiste des citoyens | 3 455 | 55,3 % | 2,4 | 5      | 0   |
|                                   | Union patriotique               | 2 793 | 44,7 % | 2,4 | 4      | 0   |
| Source : Ministère de l'Intérieur |                                 |       |        |     |        |     |

#### Schellenberg
Norman Wohlwend (Parti progressiste des citoyens) est élu maire 
Participation : 86,9 %
| Parti                             | Parti                           | Voix  | %      | +/- | Sièges | +/- |
| --------------------------------- | ------------------------------- | ----- | ------ | --- | ------ | --- |
|                                   | Parti progressiste des citoyens | 1 962 | 57,0 % | 3,8 | 5      | 1   |
|                                   | Union patriotique               | 1 478 | 43,0 % | 3,8 | 4      | 1   |
| Source : Ministère de l'Intérieur |                                 |       |        |     |        |     |